# Relaciones Cuba-Portugal
Las relaciones Cuba-Portugal son las relaciones bilaterales entre Cuba y Portugal. Los países han tenido relaciones diplomáticas formales desde 1929. Las relaciones directas existen a nivel consular desde principios del siglo XIX.
Ambos países son socios de varios organismos internacionales, entre ellos la Cumbre Iberoamericana, las Naciones Unidas y la Unión Latina.
Las relaciones están determinadas por los médicos cubanos contratados en Portugal y los pacientes portugueses en Cuba, pero también por el lento aumento del comercio bilateral. Cuba también es popular entre los turistas portugueses.
En 2015, 901 cubanos estaban registrados en Portugal, con el mayor número (272) en Lisboa. En 2014, 13 ciudadanos portugueses estaban registrados en Cuba (2008: 48). 

## Historia
Entre las diversas hipótesis sobre el origen de Cristóbal Colón, también existe una variante portuguesa. Según ella, Colón nació y creció como descendiente ilegítimo de la familia real portuguesa en la pequeña ciudad de Cuba, Portugal, antes de nombrar la isla caribeña que descubrió en 1492 en honor a su ciudad natal. La “hipótesis portuguesa” fue llevada al cine en 2007 con el título Cristóbal Colón – El Enigma, de Manoel de Oliveira.
Las relaciones diplomáticas directas existieron al menos desde 1929. Desde 1931, el embajador de Portugal en Estados Unidos tenía aquí acreditación.
Después de la Revolución de los Claveles en 1974 y el fin de la dictadura anticomunista del Estado Novo en Portugal, Cuba y Portugal se acercaron un poco. El general del MFA y estratega revolucionario Otelo visitó Cuba en 1975 y se reunió, entre otras cosas, con Fidel Castro. Otelo animó a Fidel a ayudar al MPLA comunista contra la opresión de la UNITA , el FNLA y el ejército sudafricano en la inminente guerra civil en Angola.  Sin embargo, no hubo una mayor intensificación como resultado de la creciente orientación occidental de Portugal y la participación de Cuba en la guerra civil en la antigua colonia portuguesa de Angola, que continuó hasta 1991.
El 21 de febrero de 1981 los cubanos, Carlos Manuel Sarraf Díaz y Roberto Lázaro García Morales se acercaron a un funcionario en el aeropuerto de Lisboa de esta capital, durante una escala de rutina en él vuelo de las aerolíneas Aeroflot proveniente de Moscú, e indicaron su deseo de abandonar su país por razones políticas. Agregaron que presentarán las solicitudes para reunirse con familiares que viven en Estados Unidos.
En 2006, algunos municipios, principalmente en el sur de Portugal, comenzaron a colaborar con municipios cubanos. En particular, los pacientes oftalmológicos que tuvieron que esperar mucho tiempo para una operación o tratamiento en Portugal deberían ser atendidos en Cuba. Vila Real de Santo António llegó por primera vez a un acuerdo de este tipo con Playa en el área metropolitana de La Habana en 2006, y varios otros municipios le siguieron. En 2008, un total de 200 portugueses viajaron a Cuba para recibir tratamiento; los costos corrieron a cargo de los respectivos municipios portugueses.
A partir de 2009, Portugal reclutó médicos de Cuba a través de un acuerdo luso-cubano para compensar la escasez de médicos. El acuerdo provocó protestas entre la comunidad médica portuguesa porque sus nuevos colegas cubanos estaban muy mal pagados.

## Médicos cubanos en Portugal
El Ministerio de Salud portugués celebró un acuerdo con el Ministerio de Salud cubano para contratar médicos cubanos para abordar la escasez de médicos en Portugal. Los médicos debían superar pruebas de aptitud profesional y lingüística y luego eran distribuidos a hospitales y centros de salud a través del sistema sanitario estatal portugués con un contrato anual (renovable).
En el verano de 2009 llegaron los primeros 44, según otras fuentes 42, médicos cubanos que fueron desplegados principalmente en el Alentejo y el Algarve, pero también en la gran Lisboa. Después de que se renovara el acuerdo en 2012, se contrataron 50 médicos adicionales en 2014 después de que la mayoría de los cubanos no renovaran sus contratos. Alrededor de un tercio también se instaló en Portugal y abandonó el acuerdo.
La protesta de los médicos portugueses fue noticia y llamó la atención sobre las malas condiciones laborales, en particular los salarios inadecuados, de sus colegas cubanos. Dado que el texto del contrato de contratación no se puso a disposición de las organizaciones médicas portuguesas ni de la prensa, los detalles del contrato siguen siendo desconocidos. Se conoció la suma de 4.000 euros que Portugal pagó a Cuba por cada médico, pero los propios médicos apenas recibieron el 10%, luego el 20%, e inicialmente sólo 300€, es decir menos que el salario mínimo portugués (alrededor de 400€ en ese momento). Además del aspecto de la cofinanciación solidaria del sistema de salud cubano a través de ingresos en divisas, la parte cubana se refiere a una mayor remuneración, derechos de pensión y prestaciones sociales en Cuba para sus médicos en Portugal, cuyos costes, entre otros cosas. Los gastos de vivienda, agua y energía también corren a cargo de los municipios locales portugueses.
Sin embargo, los representantes médicos portugueses hablaron en este contexto de una “trata de esclavos”. Mientras que los médicos portugueses recibieron alrededor de 2.800 euros en 2014, los cubanos recibieron 900 euros, recibiendo poco más del 20% del dinero que Portugal paga por ellos (4.000 euros).
En 2014, 98 médicos cubanos trabajaron bajo el acuerdo, y un número desconocido de cubanos habían rescindido previamente el contrato y se habían trasladado a clínicas privadas portuguesas.  Esto convierte a los cubanos en una minoría entre los 1.867 médicos extranjeros en Portugal, que provienen principalmente de España y antiguas colonias portuguesas (a septiembre de 2015).
Las relaciones entre los pacientes y los médicos cubanos, por el contrario, son descritas principalmente por ambas partes como muy buenas y de confianza. La satisfacción de los pacientes es especialmente alta en las comunidades rurales del Alentejo , y la mejor atención médica ha tenido un impacto especialmente positivo aquí.

## Misiones diplomáticas residentes
- Cuba tiene una embajada en Lisboa.
- Portugal tiene una embajada en La Habana.

## Comercio
La Cámara Portuguesa de Comercio Exterior AICEP no tiene oficina en Cuba, pero está representada aquí a través de la Embajada de Portugal.
En 2016, Portugal exportó a Cuba bienes por valor de 49,8 millones de euros (2015: 45,9 millones; 2014: 33,6 millones; 2013: 34,9 millones; 2012: 44,4 millones), de los cuales 18,4% plásticos, 17,5% menas y minerales, 16,6% maquinaria y equipo y 14.6 % metales.
Durante el mismo período, Cuba entregó bienes por valor de 46,9 millones de euros a Portugal (2015: 26,8 millones; 2014: 15,6 millones; 2013: 32,6 millones; 2012: 32,3 millones, de los cuales 88,5% alimentos, 8,5% madera, 0,7% productos agrícolas). productos y 0,6% zapatos.
En 2016, Cuba ocupó el puesto 53 como comprador y 63 como proveedor del comercio exterior portugués. En el comercio exterior de Cuba en 2015, Portugal ocupó el puesto 12 entre los compradores y el 19 entre los proveedores.

## Relaciones culturales
En Cuba se encuentra, entre otras cosas, el instituto cultural portugués Instituto Camões. representado con una cátedra y una cátedra de cooperación en la Universidad de La Habana.
En la Festa do Avante, que se celebra todos los años desde 1976, el festival cultural más grande de Portugal, Cuba tiene sus propios stands y suele estar representado en el programa cultural. Las banderas y motivos cubanos también son muy comunes en el recinto del festival.
Músicos de ambos países trabajaron a menudo juntos. Ejemplos de ello son el ex músico trovante Luís Represas , que produjo su primer disco solista en Cuba en 1993 y grabó un conocido dúo con Pablo Milanés , o la colaboración de Bernardo Sassetti con la banda cubana Sierra Maestra.
En 2019 se estrenó en el canal de televisión pública portuguesa RTP1 la serie de televisión O Nosso Cônsul em Havana (en español: Nuestro Cónsul en La Habana). El drama histórico, dirigido por Francisco Mansos, se desarrolla entre 1872 y 1874, cuando el escritor portugués Eça de Queirós era cónsul en la capital cubana, La Habana.